# Mark I
A Mark I-es nehézharckocsi, a világ első igazi harckocsija volt. A brit hadsereg fejlesztette ki az első világháború állóháborújának áttörésére. A Mark I a Centipede (Százlábú), vagy egy ideig Big Willie néven, majd véglegesen Mother (Anya) néven ismert prototípusból kifejlesztett harckocsi, amelyet a Holt traktor alvázára terveztek.

## Története
A Mother először 1916. január 12-én gördült ki a nagy-britanniai lincolni Foster gyár telephelyéről, ami után a Burton Parkig tartó utat is megtette, ahol egy imitált lövészárok és más akadályok leküzdésére is sikeres vállalkozást tett. A következő tesztelésre 1916. január 29-én került sor Lord Salisbury birtokán a Hatfield Parkban. James Gascoyne-Cecil, Salisbury 4. márkija engedélyt adott arra, hogy a privát golfpályája melletti területen különféle akadályokat létesítsenek: brit és német típusú lövészárkokat, egy gránáttölcsért, valamint szögesdrótakadályokat. A harckocsi mindezeket sikerrel vette, így február 2-án már olyan méltóságok előtt mutatkozhatott be, mint Lord Kitchener hadügyminiszter és David Lloyd George lőszerellátásért felelős miniszter (későbbi miniszterelnök). A lánctalpas ismét jó eredményeket produkált, ugyanakkor Kitchener rövid időn belül távozott a bemutatóról, mivel az volt a véleménye, hogy „ezt a háborút ilyen mechanikus játékokkal soha nem fogjuk megnyerni”. A sikeres demonstráción felbuzdulva a bizottság február 8-án V. György brit királynak is megmutatta a harckocsit, akit lenyűgöztek a látottak. Mivel a fejlesztés a király tetszését is elnyerte, ezért szabaddá vált az út az új találmány gyártása előtt.1916. február 12-én a Brit Hadsereg legfelsőbb igazgatási szerve, a Katonai Tanács leadta a rendelést az első 100 harckocsira. A brit Mark harckocsikat a háború végéig fejlesztették és számos változatban készült. Első bevetésükre 1916. szeptember 15-én került sor a Somme-nál, a flers–courcelette-i csatában. A bevagonírozott 59 darab harckocsiból ide csak 49 érkezett meg, a megindulási körzetet 35 darab érte el meghibásodás nélkül. A német arcvonalat 31 darab közelítette meg.

## Felépítése

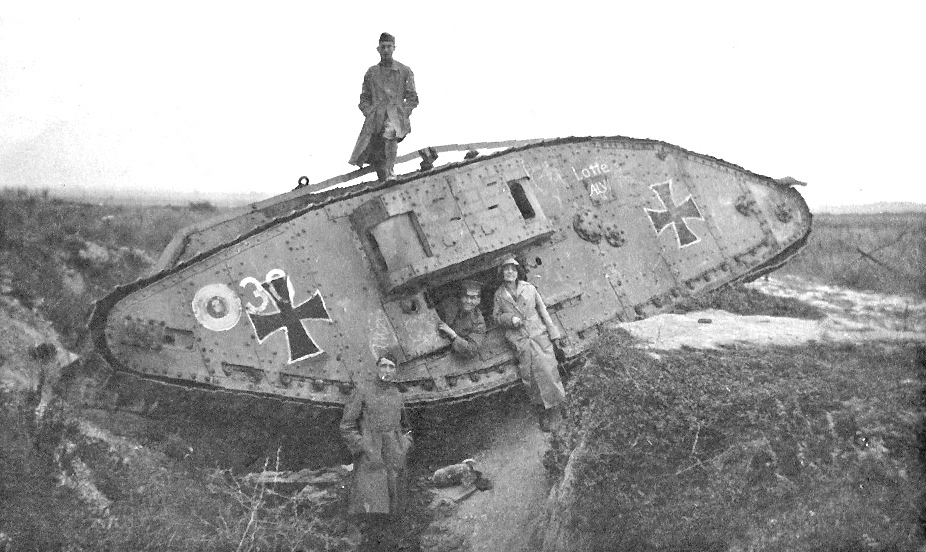
Németek által zsákmányolt, majd elvesztett Mark I

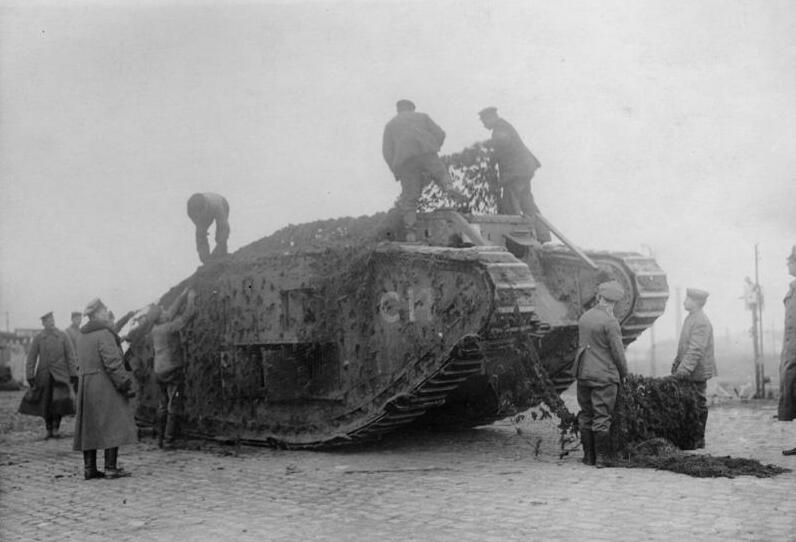
Mark I-est álcáznak 1917 decemberében

Gömbölyített rombusz alakú, amelyre azért volt szükség, mert a lánctalpakat a teljes harckocsitesten végigvezették. A korai harckocsik lánctalp- és görgőszerkezete, valamint a feszítőgörgők hiánya miatt más megoldást nem találtak a lánc leesése elleni védekezésre. A lánctalpat a feszített oldalakon 26 darab futógörgő vezette körbe. A lánchajtókerék nem közvetlen, vagy kardános meghajtást kapott a motortól, hanem láncáttételes volt. A botkormányok kezeléséhez egyidejűleg 4 kezelő munkája kellett.
A fegyverek elhelyezése a harckocsitestre függesztett gondolákban történt. A fegyverzetben két altípust különböztettek meg:
- male: két darab 57 mm-es löveg mellett négy darab Vickers géppuska
- female: hat darab Hotchkiss géppuska.

A motort a test első részének közepén helyezték el, jobb oldalán a vezető, bal oldalán a parancsnok foglalt helyet. A motorzaj miatt színes jelzőlámpás kommunikációs rendszerrel látták el.

## Egyéb adatok
- Mászóképesség: 20°[3]
- Árokáthidaló képesség: 3,45 m (kiegészítő kerekekkel)
- Lépcsőmászó képesség: 1,35 m
- Gázlóképesség: 1,0 m

## Alkalmazók
A Mark I-t a brit hadsereg és szövetségesei nagy számban vetették be a nyugati fronton. A németek válaszlépése az A7V harckocsi volt, de ez a típus nem volt sikeres, így a németek inkább a brit harckocsikat részesítették előnyben.
- Egyesült Királyság
- Németország
- Szovjetunió
- Amerikai Egyesült Államok
- Kanada
- Franciaország
- Ausztrália
- Észtország
- Lettország

## Változatok
- Mark I
  - Mark I (Male)
  - Mark I (Female) - csak géppuskákkal felszerelve
  - Mark I (Tank Tender) - a lövegerkélyek helyén acéldobozokkal
  - Mark I (Wireless Tank) - lövegerkélyek nélkül, magas antenna árbóccal